# 住谷悌
住谷 悌（すみや てい、1896年〈明治29年〉1月18日 - 1959年〈昭和34年〉2月14日）は、日本の陸軍軍人。最終階級は陸軍主計少将。

## 経歴
茨城県出身。水戸中学校（現在の茨城県立水戸第一高等学校）を経て、1917年（大正6年）5月、陸軍経理学校（11期）を卒業。同年12月、三等主計に任官し歩兵第16連隊付となる。1921年（大正10年）4月、二等主計に、1926年（大正15年）3月、一等主計にそれぞれ昇進。1927年（昭和2年）12月、第1師団経理部員（参謀本部付）に就任。1930年（昭和5年）8月、関東陸軍倉庫付に転じ、1932年（昭和7年）4月、関東軍司令部付（満州国軍軍事顧問）となる。同年8月、三等主計正に進級した。
1934年（昭和9年）6月、経理学校教官に就任し、対満事務局勤務を経て、1937年（昭和12年）8月、主計中佐に昇進し第1軍経理部員に発令され日中戦争に出征。1938年（昭和13年）11月、中支那派遣軍経理部付に転じ、1939年（昭和14年）10月、経理学校研究部員に発令され帰国。1935年（昭和15年）8月、主計大佐に昇進した。
1941年（昭和16年）11月、支那派遣軍総司令部付に発令され中国戦線に出征。1942年（昭和17年）10月、第17軍経理部長に発令され太平洋戦争に出征。1943年（昭和18年）8月、陸軍燃料本部会計部長に転じて帰国。1944年（昭和19年）3月、同経理部長に就任し、同年8月、主計少将に進級し終戦を迎えた。1945年（昭和20年）12月、予備役に編入された。
1947年（昭和22年）11月28日、公職追放仮指定を受けた。

## 栄典
外国勲章佩用允許
- 1943年（昭和18年）12月10日 - 中華民国：二級同光勲章[6]